# Bevil Oaks, Texas
Bevil Oaks là một thành phố thuộc quận Jefferson, tiểu bang Texas, Hoa Kỳ. Năm 2010, dân số của xã này là 1274 người.

## Dân số
- Dân số năm 2000: 1346 người.
- Dân số năm 2010: 1274 người.